# Apayao

Provinsen Apayaos läge i Filippinerna.

Apayao är en provins på ön Luzon i Filippinerna. Den är belägen i Kordiljärernas administrativa region och har 112 700 invånare (2006) på en yta av 4 121 km². Administrativ huvudort är Kabugao.
Provinsen är indelad i 7 kommuner.